# Campylaspis triplicata
Campylaspis triplicata är en kräftdjursart som beskrevs av Hale 1945. Campylaspis triplicata ingår i släktet Campylaspis och familjen Nannastacidae. Inga underarter finns listade i Catalogue of Life.